# Distretto di Çameli
Il distretto di Çameli (in turco Çameli ilçesi) è uno dei distretti della provincia di Denizli, in Turchia.